# Nombre de Leyland
Pour les articles homonymes, voir Leyland.
En théorie des nombres, les « nombres de Leyland » sont définis dans l'OEIS comme les entiers de la forme xy + yx, où x et y sont des entiers strictement supérieurs à 1. La qualification "strictement" est essentielle : sans elle tout entier supérieur ou égal à 2 serait un nombre de Leyland car de la forme x1 + 1x.
Cette suite d'entiers est la suite  A076980 de l'OEIS : 8, 17, 32, 54, 57, 100, 145, 177, 320, 368, etc. et la sous-suite des nombres de Leyland premiers est la suite  A094133.
Cette formule a été proposée par Paul Leyland comme un bon générateur pour tester des programmes généralistes de preuve de primalité, parce que ces nombres ne semblent présenter aucune propriété particulière que des programmes spécifiques pourraient exploiter.
En décembre 2012, le plus grand nombre de Leyland premier connu était 8 6562 929 + 2 9298 656 (30 008 chiffres).